# Lajos Tisza

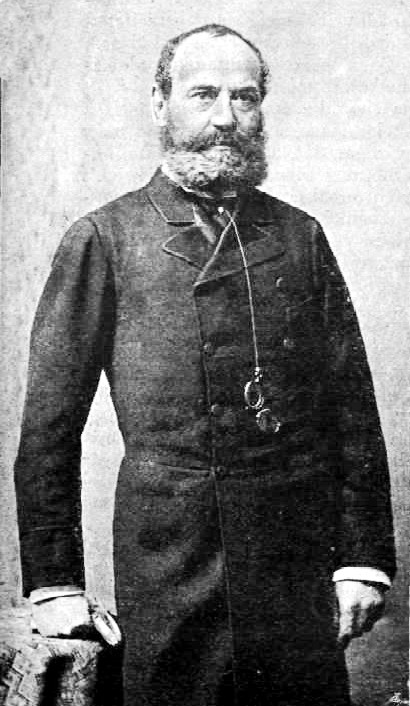
Lajos Tisza

Graaf Lajos Tisza de Borosjenő et Szeged (Nagyvárad, 12 september 1832 - Boedapest, 26 januari 1898) was een Hongaars politicus, die van 1892 tot 1894 Minister naast de Koning was. 

## Biografie
Hij stamde uit de adellijke familie Tisza en was de jongere broer van Kálmán Tisza en de oom van István Tisza. Tisza ging in de Hongaarse politiek vanaf 1861 en was een voorstander van de Oostenrijks-Hongaarse Ausgleich van 1867. Hij werd lid van de Rijksdag, eerst voor de Deák-partij en nadien voor de Liberale Partij van zijn broer Kálmán. Net als zijn gelijknamige grootvader was hij opper-ispán van het comitaat Bihar.
Na de overstroming van Szeged in 1879 was hij verantwoordelijk voor de heropbouw van de stad. Een taak waarvoor hij door de stad Szeged als een held werd beschouwd en waarvoor hem ook de titel van graaf werd verleend.
In 1892 werd Tisza op suggestie van Sándor Wekerle minister a latere en Hongaars minister aan het koninklijk hof die moest zorgen voor een continue verbinding tussen het hof van de keizer-koning in Wenen en de Hongaarse ministers in Boedapest. Vanuit deze functie probeerde hij ook de invloed van de Hongaarse regering op Frans Jozef I van Oostenrijk op te drijven. Hij had geen nakomelingen en duidde zijn neef István Tisza als de erfgenaam van zijn uitgestrekte landgoederen.